# Pulaski (Georgia)
Pulaski es un pueblo ubicado en el condado de Candler en el estado estadounidense de Georgia. En el censo de 2000, su población era de 261.

## Demografía
En el 2000 la renta per cápita promedia del hogar era de $26,667, y el ingreso promedio para una familia era de $29,375. El ingreso per cápita para la localidad era de $11,446. Los hombres tenían un ingreso per cápita de $23,393 contra $20,208 para las mujeres.

## Geografía
Pulaski se encuentra ubicado en las coordenadas 32°23′28″N 81°57′22″O / 32.39111, -81.95611 (32.390979, -81.956167).
Según la Oficina del Censo, la localidad tiene un área total de 2,1 km² (0,8 mi²), de la cual 2,1 km² (0,8 mi²) es tierra y 0 km² (0 mi²) (0.00%) es agua.